# Мужская сборная Туркменистана по кабадди
Мужская национальная сборная Туркменистана по кабадди — представляет Туркменистан на международных соревнованиях по кабадди. Управляющей организацией является Ассоциация кабадди Туркменистана (англ. Turkmenistan Kabaddi Association).

## Результаты выступлений

### Чемпионаты мира (стандартный стиль)
| Год  | Победы         | Ничьи          | Поражения      | Место          |
| ---- | -------------- | -------------- | -------------- | -------------- |
| 2004 | не участвовали | не участвовали | не участвовали | не участвовали |
| 2007 | .              | .              | .              | 9—16           |
| 2016 | не участвовали | не участвовали | не участвовали | не участвовали |